# Dưới đáy xã hội
Dưới đáy xã hội  (tiếng Đức: Ganz unten) là một tác phẩm phóng sự điều tra của nhà báo Günter Wallraff, xuất bản lần đầu ở Đức vào năm 1985. Tác phẩm miêu tả cuộc sống của người lao động nhập cư ở Tây Đức khi tác giả đóng giả làm một người lao động nhập cư và điều tra suốt hai năm.
Dưới đáy xã hội là một thành công về mặt xuất bản, trở thành một trong những tác phẩm bán chạy nhất lúc đó ở Tây Đức.
Tác phẩm đã được xuất bản ở Việt Nam bởi NXB Đồng Nai và NXB Tổng hợp Sông Bé vào năm 1986.

## Nội dung
Tác phẩm là bài phóng sự điều tra của Günter Wallraff khi ông đóng giả làm một người nhập cư Thổ Nhĩ Kỳ tên là Ali Sigirlioğlu. Do không biết ngoại ngữ, Wallraff xưng có cha là người Kurd ở Thổ Nhĩ Kỳ, mẹ là người Hy Lạp, và lớn lên ở Hy Lạp nên không biết tiếng Thổ. Nhờ biết một chút tiếng Hy Lạp, và nơi làm không có người Hy Lạp nên Wallraff không bị phát hiện. Thật ra một công nhân người Thổ Nhĩ Kỳ đã phát hiện ông đang quay phim trong lúc tác nghiệp, tuy nhiên người này cho rằng Wallraff là điều tra viên của một hiệp hội đồng hương nên chỉ hỏi là máy quay có ghi âm không. Ông cũng đội tóc giả, đeo kính màu áp tròng, và giả giọng người nước ngoài và xưng mình 27 tuổi dù đã 50 tuổi.
Walraff đăng tin tìm việc làm với miêu tả là sẵn sàng làm bất cứ việc gì, kể cả việc nặng nhọc, lương thấp. Dưới thân phận lao động ngoại quốc bất hợp pháp, Wall làm việc một nông trại, làm công nhân xây dựng, công nhân của hãng McDonald, và làm trong một nhà máy điện hạt nhân. Sau hai năm đóng giả, Wallraff phải kết thúc điều tra do công việc nặng nhọc đã bào mòn sức khoẻ của ông, khiến ông mắc bệnh phổi cũng như thương tổn đĩa đệm.
Phóng sự của Wallraff đã kể lại tình trạng bị kì thị và bị bóc lột của người lao động nhập cư ở Đức. Công nhân nhập cư lương thấp, phải tăng ca để đủ sống trong khi các nhân viên tuyển người có thể được trả cao hơn gấp nhiều lần. Hầu hết người nhập cư đều mắc các bệnh về phổi. Nhiều công nhân phải tẩy rửa các loại bụi và chất độc hại mà không được trang bị mặt nạ phòng độc hay đồ bảo hộ. Wallraff từng bị cấp trên dùng quyền lực cướp đoạt mũ bảo hộ để trang bị cho một người Đức đồng nghiệp quên mũ, nếu không đồng ý sẽ bị đuổi việc. Bản thân Wallraff cũng bị cô lập và kỳ thị khi mang thân phận người nước ngoài—nhiều lần bị nhục mạ, chửi bới và đe doạ.

## Ảnh hưởng
Dưới đáy xã hội là một thành công về xuất bản. Lần xuất bản đầu tiên bán được 4 triệu bản. Tác phẩm cũng được dịch sang 30 ngôn ngữ và bán ở nhiều quốc gia. Đây được xem là một trong những tác phẩm thành công nhất ở Đức sau năm 1945.
Tác phẩm đã đánh động dư luận về tình trạng bị ngược đãi và bóc lột của lao động ngoại quốc ở Đức. Một số doanh nghiệp đã bị điều tra về hành vi tuyển dụng lao động trái phép.
Sau này, Wallraff đã thành lập một quỹ mang tên Ausländersolidarität (Đoàn kết với người ngoại quốc) nhằm hỗ trợ người nước ngoài đến Đức.